# 阜南県
阜南県（ふなん-けん）は、中華人民共和国安徽省阜陽市に位置する県。

## 行政区画
- 鎮:方集鎮、中崗鎮、柴集鎮、新村鎮、朱寨鎮、柳溝鎮、趙集鎮、田集鎮、苗集鎮、黄崗鎮、焦陂鎮、張寨鎮、王堰鎮、地城鎮、洪河橋鎮、王家壩鎮、王化鎮、曹集鎮、鹿城鎮、会竜鎮
- 郷:王店孜郷、許堂郷、段郢郷、公橋郷、竜王郷、于集郷、老観郷、郜台郷